# DFP (chemia)
DFP (fluostygmina, diizopropylofluorofosforan) – paralityczno-drgawkowy bojowy środek trujący. Nazwa DFP pochodzi od skrótu angielskiej nazwy chemicznej (DiisopropylFluoroPhosphate). Ten związek chemiczny był znany w Niemczech przed 1939 r. W latach II wojny światowej był produkowany w USA i Wielkiej Brytanii.
- Oznaczenia wojskowe: Wielka Brytania – DFP, USA – PF-3
- Inne oznaczenia: Dyfos, DIPF, T-1703, TL 466

## Właściwości
Maksymalne stężenie par cmax = 5,6 mg/dm3. Pary DFP są ok. 6,4 raza gęstsze od powietrza.
DFP dobrze rozpuszcza się w większości rozpuszczalników organicznych i innych bojowych środkach trujących. Rozpuszczalność w wodzie wynosi około 1,5% (przy 20 °C). W roztworach wodnych DFP hydrolizuje, tworząc nietoksyczne produkty. Hydroliza jest najważniejszą reakcją odkażania. W temperaturze 20 °C hydroliza przebiega powoli (1% roztwór hydrolizuje po 72 godzinach). Reakcję przyspiesza w środowisku zasadowym (pełne odkażenie jest możliwe po kilkunastu minutach). Katalizatorami hydrolizy są: podchloryny, związki kompleksowe metali, kwasy hydroksamowe, fenole, aminy i inne.

## Działanie toksyczne
DFP może wnikać do organizmu przez drogi oddechowe i skórę. Objawy zatrucia są typowe dla wszystkich paralityczno-drgawkowych bojowych środków trujących. DFP jest inhibitorem esteraz cholinowych. Wdychanie par o stężeniu około 25 μg/dm³ przez 1 minutę powoduje lekkie zatrucie. Stężenie ok. 250 μg/dm³ prowadzi do ciężkiego zatrucia lub śmierci.

## Zastosowanie
DFP oprócz zastosowania w charakterze broni chemicznej jest używany w okulistyce i weterynarii.